# Neobertiera gracilis
Neobertiera gracilis är en måreväxtart som beskrevs av Herbert Fuller Wernham. Neobertiera gracilis ingår i släktet Neobertiera och familjen måreväxter. Inga underarter finns listade i Catalogue of Life.